# UEFA Champions League 2018-2019 (spareggi)
Gli spareggi della UEFA Champions League 2018-2019 si sono disputati tra il 21 e il 29 agosto 2018. Hanno partecipato a questa fase della competizione 12 club: 6 di essi si sono qualificati alla successiva fase a gironi, composta da 32 squadre.

## Date
| Fase     | Sorteggio                            | Andata            | Ritorno           |
| -------- | ------------------------------------ | ----------------- | ----------------- |
| Spareggi | 6 agosto 2018, ore 12:00 CEST (Nyon) | 21-22 agosto 2018 | 28-29 agosto 2018 |

## Partecipanti
| Legenda                                                                  |
| ------------------------------------------------------------------------ |
| I club vincitori avanzano alla fase a gironi                             |
| I club eliminati partecipano alla fase a gironi della UEFA Europa League |

| Squadre         | Coeff    |
| Campioni        | Campioni |
| --------------- | -------- |
| Salisburgo      | 55.500   |
| PSV             | 36.000   |
| Young Boys      | 20.500   |
| BATĖ Borisov    | 20.500   |
| Dinamo Zagabria | 17.500   |
| Stella Rossa    | 10.750   |
| AEK Atene       | 10.000   |
| Fehérvár        | 4.250    |

| Squadre     | Coeff    |
| Piazzate    | Piazzate |
| ----------- | -------- |
| Benfica     | 80.000   |
| Dinamo Kiev | 62.000   |
| Ajax        | 53.500   |
| PAOK        | 29.500   |

## Sorteggio
Il sorteggio è stato effettuato il 6 agosto 2018. Le squadre sono state suddivise in due urne ("teste di serie" e "non teste di serie") in base al loro coefficiente UEFA; la squadra sorteggiata per prima gioca l'andata in casa.
Le squadre provenienti da Ucraina e Russia non potevano essere sorteggiate insieme, e per evitare una situazione simile, le quattro squadre sono state divise in due accoppiamenti prima del sorteggio.
| Campioni                                 | Campioni                                      | Piazzate        | Piazzate           | Piazzate        | Piazzate           |
| Campioni                                 | Campioni                                      | Accoppiamento 1 | Accoppiamento 1    | Accoppiamento 2 | Accoppiamento 2    |
| Teste di serie                           | Non teste di serie                            | Teste di serie  | Non teste di serie | Teste di serie  | Non teste di serie |
| ---------------------------------------- | --------------------------------------------- | --------------- | ------------------ | --------------- | ------------------ |
| Salisburgo PSV AEK Atene Dinamo Zagabria | BATĖ Borisov Young Boys Fehérvár Stella Rossa | Benfica         | PAOK               | Dinamo Kiev     | Ajax               |

## Risultati
| Squadra 1    | Totale      | Squadra 2       | Andata   | Ritorno  |
| Campioni     | Campioni    | Campioni        | Campioni | Campioni |
| ------------ | ----------- | --------------- | -------- | -------- |
| Stella Rossa | 2 - 2 (gfc) | Salisburgo      | 0 - 0    | 2 - 2    |
| BATĖ Borisov | 2 - 6       | PSV             | 2 - 3    | 0 - 3    |
| Young Boys   | 3 - 2       | Dinamo Zagabria | 1 - 1    | 2 - 1    |
| Fehérvár     | 2 - 3       | AEK Atene       | 1 - 2    | 1 - 1    |
| Piazzate     |             |                 |          |          |
| Benfica      | 5 - 2       | PAOK            | 1 - 1    | 4 - 1    |
| Ajax         | 3 - 1       | Dinamo Kiev     | 3 - 1    | 0 - 0    |

### Andata

#### Campioni
| Arbitro: | Felix Zwayer |

|                      |           |                                         |
| Tuominen 9’ Hleb 88’ | Marcatori | 35’ (rig.) Pereiro 61’ Lozano 89’ Malen |

| Belgrado 21 agosto 2018, ore 21:00 CEST | Stella Rossa   | 0 – 0 referto | Salisburgo | Stadio Rajko Mitic (0 spett.)\| Arbitro: \| Daniele Orsato \| |
| Arbitro:                                | Daniele Orsato |               |            |                                                               |

| Arbitro: | Gianluca Rocchi |

|             |           |                              |
| Lazović 67’ | Marcatori | 34’ Klōnaridīs 49’ Bakasetas |

| Arbitro: | Alberto Undiano Mallenco |

|          |           |           |
| Mbabu 2’ | Marcatori | 40’ Oršić |

#### Piazzate
| Arbitro: | Milorad Mažić |

|                    |           |           |
| Pizzi 45+1’ (rig.) | Marcatori | 76’ Warda |

| Arbitro: | Clément Turpin |

|                                     |           |              |
| van de Beek 2’ Ziyech 35’ Tadić 43’ | Marcatori | 16’ Kędziora |

### Ritorno

#### Campioni
| Arbitro: | Szymon Marciniak |

|                     |           |          |
| Mantalos 48’ (rig.) | Marcatori | 57’ Nego |

| Arbitro: | Björn Kuipers |

|                |           |                        |
| I. Hajrović 7’ | Marcatori | 64’ (rig.), 66’ Hoarau |

| Arbitro: | Anthony Taylor |

|                                     |           |  |
| Bergwijn 14’ de Jong 36’ Lozano 62’ | Marcatori |  |

| Arbitro: | Cüneyt Çakır |

|                        |           |                        |
| Dabour 45’, 48’ (rig.) | Marcatori | 65’, 66’ Ben Nabouhane |

#### Piazzate
| Kiev 28 agosto 2018, ore 21:00 CEST | Dinamo Kiev   | 0 – 0 referto | Ajax | Stadio Olimpico (40 131 spett.)\| Arbitro: \| Damir Skomina \| |
| Arbitro:                            | Damir Skomina |               |      |                                                                |

| Arbitro: | Felix Brych |

|              |           |                                                    |
| Prijović 13’ | Marcatori | 20’ Jardel 26’ (rig.), 50’ (rig.) Salvio 39’ Pizzi |